# Narodna religija
U religijskim studijama i folkloristici, narodna religija, popularna religija ili vernakularna religija se sastoji od raznih formi i izraza religije koji se razlikuju od zvaničnih doktrina i praksi organizovane religije. Precizna definicija narodne religije varira među učenjacima. Ponekad se naziva i popularnim verovanjem. Ona se sastoji od etničkih ili regionalnih religijskih običaja pod okriljem religije, ali izvan zvanične doktrine i prakse.
Termin „narodna religija” uglavnom se odnosi na dva povezana, ali zasebna subjekta. Prvi je verska dimenzija narodne kulture, ili narodno-kulturna dimenzija religije. Drugi se odnosi na proučavanje sinkretizma između dve kulture sa različitim stupljevima formalnog izražavanja, poput mešavine afričkih narodnih verovanja i rimokatoličanstva koji su doveli do razvoja vudua i santerije, i sličnih mešavina formalnih religija sa narodnim kulturama.
Kineska narodna religija, narodno hrišćanstvo, narodni hinduizam i narodni islam su primeri narodne religije povezane sa glavnim religijama. Izraz se takođe koristi, posebno od strane sveštenstva uključenih vera, da se opišu težnje ljudi koji inače retko prisustvuju verskom bogosluženju, ne pripadaju crkvi ili sličnom verskom društvu, i koji nisu izrazili formalnu pripadnost datoj veri, da bi imali religiozna venčanja ili sahrane, ili (među hrišćanima) da se njihova deca krste.

## Opis
Narodne religije karakteriše praksa religije izvan nadzora teologa ili klerika. U narodinm religijama nema strogo određenih pravila bogosluženja.
U narodnim religijama veliku važnosti ima magija, verovanje u delovanje natprirodnih sila na koje čovek može uticati radi svoje koristi. Magija se pojavila u svim kulturama u ranom razvoju, od Aboridžina u Australiji da prašume Amazona u Južnoj Americi, plemena u Africi do poganskih plemena u Britaniji. Magijske rituale se najčešće izvodili verski poglavari, sveštenici, druidi ili šamani.
Žrtva predstavlja poklon bogovima ili višim bićima da bi se oni zadovoljili ili da bi se verniku koji pridaje žrtvu ostvarile želje ili molitve. Način žrtvovanja je većinom spaljivanje. Žrtvuje se hrana, životinje, mirisno bilje ili u ekstremnim slučajevima čak i ljudi. Najpoznatiji žrtvovatelji ljudi su Asteci koji su ponekad žrtvovali hiljade ljudi u posebnim svečanostima.
Većina narodnih religija praktikuje poštovanje predaka ili duhova predaka. Ono je rašireno širom sveta, a najjače je u Kini. U katoličkoj veri se takođe zadržao ovaj običaj, a obeležava se 1. novembra kao Svi sveti.  
Nakon preobraćanja od narodne religije na neku svjetsku religiju, narod zadržava mnogo običaja koji se tiču rođenja, venčanja, pogreba, ali i praznoverja. Praznoverje je verovanje ili mišljenje koje nije osnovano na znanju niti iskustvu. Najčešće se odnosi na sreću, proročanstva, duhove ili buduće događaje na koje se misli da se može uticati. Ono učestvuje u narodinm religijama kao povod za neki religijski obred koji praktikuju vernici.

## Literatura
- Bock, E. Wilbur (1966). „Symbols in Conflict: Official versus Folk Religion”. Journal for the Scientific Study of Religion. 5 (2): 204—212. JSTOR 1384846. doi:10.2307/1384846.
- Bowker, John (2003). „Folk religion”. The Concise Oxford Dictionary of World Religions. Oxford University Press. ISBN 9780191727221. Непознати параметар |orig-date= игнорисан (помоћ)
- Kapaló, James A. (2013). „Folk Religion in Discourse and Practice”. Journal of Ethnology and Folkloristics. 1 (1): 3—18.
- Primiano, Leonard Norman (1995). „Vernacular Religion and the Search for Method in Religious Folklife”. Western Folklore. 54 (1): 37—56. JSTOR 1499910. doi:10.2307/1499910.
- Varul, Matthias Zick (2015). „Consumerism as Folk Religion: Transcendence, Probation and Dissatisfaction with Capitalism”. Studies in Christian Ethics. 28 (4): 447—460. doi:10.1177/0953946814565984.
- Yoder, Don (1974). „Toward a Definition of Folk Religion”. Western Folklore. 33 (1): 2—15. JSTOR 1498248. doi:10.2307/1498248.
- Allen, Catherine. The Hold Life Has: Coca and Cultural Identity in an Andean Community. Washington: Smithsonian Institution Press, 1989; second edition, 2002.
- Badone, Ellen, ed. Religious Orthodoxy and Popular Faith in European Society. Princeton: Princeton University Press, 1990.
- Bastide, Roger. The African Religions of Brazil: Toward a Sociology of the Interpenetration of Civilizations. Trans. by Helen Sebba. Baltimore: Johns Hopkins University Press, 1978.
- Blackburn, Stuart H. Death and Deification: Folk Cults in Hinduism, History of Religions  (1985).
- Brintnal, Douglas. Revolt against the Dead: The Modernization of a Mayan Community in the Highlands of Guatemala. New York: Gordon and Breach, 1979.
- Christian, William A., Jr. Apparitions in Late Medieval and Renaissance Spain. Princeton: Princeton University Press, 1981.
- Gellner, David N. Gellner, David N. (2004). „Hinduism. None, one or many?”. Social Anthropology. 12 (3): 367—371. doi:10.1017/S0964028204000564 (неактивно 19. 7. 2025). Cambridge University
- Johnson, Paul Christopher. Secrets, Gossip, and Gods: The Transformation of Brazilian Candomblé. Oxford: Oxford University Press, 2002.
- Gorshunova, Olga V. (2008). Svjashennye derevja Khodzhi Barora…, ( Sacred Trees of Khodzhi Baror: Phytolatry and the Cult of Female Deity in Central Asia) in Etnoragraficheskoe Obozrenie,  № 1, pp. 71–82. ISSN 0869-5415
- Kononenko, Natalie "Vernacular religion on the prairies: negotiating a place for the unquiet dead," Canadian Slavonic Papers 60, no. 1-2 (2018)
- Nepstad, Sharon Erickson (1996). „Popular Religion, Protest, and Revolt: The Emergence of Political Insurgency in the Nicaraguan and Salvadoran Churches of the 1960s–80s”.  Ур.: Smith, Christian. Disruptive Religion: The Force of Faith in Social Movement Activism. New York: Routledge. стр. 105—124. ISBN 978-0-415-91405-5.
- Nash, June (1996). „Religious Rituals of Resistance and Class Consciousness in Bolivian Tin-Mining Communities”.  Ур.: Smith, Christian. Disruptive Religion: The Force of Faith in Social Movement Activism. New York: Routledge. стр. 87—104. ISBN 978-0-415-91405-5.
- Nutini, Hugo. Ritual Kinship: Ideological and Structural Integration of the Compadrazgo System in Rural Tlaxcala. Princeton: Princeton University Press, 1984.
- Nutini, Hugo. Todos Santos in Rural Tlaxcala: A Syncretic, Expressive, and Symbolic Analysis of the Cult of the Dead. Princeton: Princeton University Press, 1988.
- Panchenko, Aleksandr. ‘Popular Orthodoxy’ and identity in Soviet and post-Soviet Russia, Soviet and Post-Soviet Identities. Ed. by Mark Bassin and Catriona Kelly. Cambridge, 2012, pp. 321–340
- Sinha, Vineeta (2006). „Problematizing Received Categories: Revisiting 'Folk Hinduism' and 'Sanskritization'”. Current Sociology. 54 (1): 98—111. doi:10.1177/0011392106058836. (2006)
- Sinha, Vineeta (новембар 2005). „Persistence of ‘Folk Hinduism’ in Malaysia and Singapore”. Australian Religion Studies Review. 18 (2): 211—234.
- Stuart H. Blackburn, Inside the Drama-House: Rama Stories and Shadow Puppets in South India, UCP (1996), ch. 3: " Ambivalent Accommodations: Bhakti and Folk Hinduism".
- Taylor, Lawrence J. Occasions of Faith: An Anthropology of Irish Catholics. Philadelphia: University of Pennsylvania Press, 1995.
- Thomas, Keith (1971). Religion and the Decline of Magic. Studies in popular beliefs in sixteenth and seventeenth century England. London: Weidenfeld & Nicolson. ISBN 978-0-297-00220-8.
- Barrett, C.K. "Myth and the New Testament: the Greek word μύθος". Myth: Critical Concepts in Literary and Cultural Studies. Vol. 4. Ed. Robert A. Segal. London: Routledge, 2007. 65–71.
- Burkert, Walter. (1979). Structure and History in Greek Mythology and Ritual. London: University of California Press.
- Cain, Tom. "Donne's Political World".  The Cambridge Companion to John Donne. Cambridge: Cambridge University Press. 2006.
- Davison, Aidan. (2001). Technology and the Contested Means of Sustainability. Albany: SUNY Press.
- Doniger, Wendy. (1995). Other People's Myths: The Cave of Echoes. Chicago: University of Chicago Press.
- Dorrien, Gary J. (1997). The Word as True Myth: Interpreting Modern Theology. Louisville: Westminster John Knox Press.
- Dundes, Alan.
  - "Introduction". Sacred Narrative: Readings in the Theory of Myth. Ed. Alan Dundes. Berkeley: University of California Press, 1984. 1–3.
  - "The Hero Pattern and the Life of Jesus".  In Quest of the Hero. Princeton: Princeton University Press. 1990. ISBN 978-0-691-02062-4.
- Eliade, Mircea
  - Myth and Reality. New York: Harper & Row. 1963.. and 1968 printings (See esp. Section IX "Survivals and Camouflages of Myths - Christianity and Mythology" through "Myths and Mass Media")
  - Myths, Dreams and Mysteries. New York: Harper & Row. 1967.
  - Myths, Rites, Symbols: A Mircea Eliade Reader. Vol. 1. Ed. Wendell C. Beane and William G. Doty. New York: Harper & Row, 1976.
  - Cosmos and History: The Myth of the Eternal Return. Trans. Willard R. Trask. New York: Harper & Row, 1959.
- Ellwood, Robert. (1999). The Politics of Myth: A Study of C. G. Jung, Mircea Eliade, and Joseph Campbell. Albany: State University of New York Press.
- Every, George. (1970). Christian Mythology. London: Hamlyn. ISBN 978-0-600-31601-5.
- Forsyth, Neil. (1987). The Old Enemy: Satan and the Combat Myth. Princeton: Princeton University Press.
- Frankiel, Sandra. (1985). Christianity: A Way of Salvation. New York: HarperCollins.
- Greidanus, Sidney. (2007). Preaching Christ From Genesis: Foundations for Expository Sermons. Grand Rapids: Eerdmans.
- Hamilton, Victor P. (1990). The Book of Genesis: Chapters 1-17. Grand Rapids: Eerdmans.
- Hein, Rolland. (2002). Christian Mythmakers: C.S. Lewis, Madeleine L'Engle, J.R. Tolkien, George MacDonald, G.K. Chesterton, Charles Williams, Dante Alighieri, John Bunyan, Walter Wangerin, Robert Siegel, and Hannah Hurnard. Chicago: Cornerstone.
- Henry, Carl Ferdinand Howard. (1999). God Who Speaks and Shows: Preliminary Considerations. Crossway: Wheaton.
- Herberg, Will (1943). „The Christian Mythology of Socialism”. The Antioch Review. 3 (1): 125—32. JSTOR 4608931. doi:10.2307/4608931.
- Holman Bible Publishers. Super Giant Print Dictionary and Concordance: Holman Christian Standard Bible. Nashville, 2006.
- Kirk, G.S. "On Defining Myths". Sacred Narrative: Readings in the Theory of Myth. Ed. Alan Dundes. Berkeley: University of California Press, 1984. 53–61.
- Lazo, Andrew. "Gathered Round Northern Fires: The Imaginative Impact of the Kolbítar". Tolkien and the Invention of Myth: A Reader. Ed. Jane Chance. Lexington: University Press of Kentucky, 2004. 191–227.
- Leeming, David Adams.
  - "Christian mythology". The Oxford Companion to World Mythology. Oxford University Press, 2004. Oxford Reference Online. Oxford University Press.  UC - Irvine.  30 May 2011
  - Creation Myths of the World: An Encyclopedia. Second edition. Vol. 1. Santa Barbara: ABC-CLIO, 2010.
  - "Descent to the underworld". The Oxford Companion to World Mythology. Oxford University Press, 2004. Oxford Reference Online. Oxford University Press.  UC - Irvine.  30 May 2011
  - "Dying god" The Oxford Companion to World Mythology. Oxford University Press, 2004. Oxford Reference Online. Oxford University Press.  UC - Irvine.  30 May 2011
  - "Flood". The Oxford Companion to World Mythology. Oxford University Press, 2004. Oxford Reference Online. Oxford University Press.  UC - Irvine.  2 June 2011
  - "Heroic monomyth". The Oxford Companion to World Mythology. Oxford University Press, 2004. Oxford Reference Online. Oxford University Press.  UC - Irvine.  1 June 2011
  - "Religion and myth". The Oxford Companion to World Mythology. Oxford University Press, 2004. Oxford Reference Online. Oxford University Press.  UC - Irvine.  2 June 2011
  - "Resurrection". The Oxford Companion to World Mythology. Oxford University Press, 2004. Oxford Reference Online. Oxford University Press.  UC - Irvine.  1 June 2011
  - "Sacrifice". The Oxford Companion to World Mythology. Oxford University Press, 2004. Oxford Reference Online. Oxford University Press.  UC - Irvine.  1 June 2011
- Leeming, David Adams, and Margaret Leeming. (1994). A Dictionary of Creation Myths. Oxford: Oxford University Press.
- Lincoln, Bruce. (1999). Theorizing Myth: Narrative, Ideology, and Scholarship. Chicago: University of Chicago Press.
- McGinn, Bernard. (1994). Antichrist: Two Thousand Years of the Human Fascination With Evil. New York: HarperCollins.
- McKenzie, John L. "Myth and the Old Testament". Myth: Critical Concepts in Literary and Cultural Studies. Vol. 4. Ed. Robert A. Segal. London: Routledge, 2007. 47–71.
- Miles, Geoffrey. Classical Mythology in English Literature: A Critical Anthology. Taylor & Francis e-Library, 2009.
- Murphy, Frederick James. (1998). Fallen is Babylon: The Revelation to John. Harrisburg: Trinity Press International. ISBN 978-1-56338-152-2.
- Naveh, Eyal J. (2002). Reinhold Niebuhr and Non-Utopian Idealism: Beyond Illusion and Despair. Brighton: Sussex Academic Press.
- Nwachukwu, Mary Sylvia Chinyere. (2002). Creation-Covenant Scheme and Justification by Faith. Rome: Gregorian University Press.
- Oleyar, Rita. (1975). Myths of Creation and Fall. NY: Harper & Row.
- Oziewicz, Marek. (2008). One Earth, One People: The Mythopoeic Fantasy Series of Ursula K. Le Guin, Lloyd Alexander, Madeleine L'Engle and Orson Scott Card. Jefferson: McFarland.
- Pyper, Hugh S. "Israel". The Oxford Companion to Christian Thought. Ed. Adrian Hastings. Oxford: Oxford University Press, 2000.
- Ratzinger, Joseph. "Holy Mass and Eucharistic Procession on the Solemnity of the Sacred Body and Blood of Christ: Homily of His Holiness Benedict XVI". Vatican: the Holy See. 31 December 2007 <https://www.vatican.va/holy_father/benedict_xvi/homilies/2006/documents/hf_ben-xvi_hom_20060615_corpus-christi_en.html>.
- Rust, Eric Charles. (1981). Religion, Revelation and Reason. Macon: Mercer University Press.
- Sammons, Martha C. (2000). A Far-off Country: A Guide to C.S. Lewis's Fantasy Fiction. Lanham: University Press of America.
- Schwartz, Howard. (2004). Tree of Souls: The Mythology of Judaism. New York: Oxford University Press.
- Sowa, Cora Angier. (2005). Traditional Themes and the Homeric Hymns. Wauconda: Bolchazy-Carducci.
- Stewart, Cynthia. "The Bitterness of Theism: Brecht, Tillich, and the Protestant Principle". Christian Faith Seeking Historical Understanding. Ed. James O. Duke and Anthony L. Dunnavant. Macon: Mercer University Press, 1997.
- Stookey, Lorena Laura. (2004). Thematic Guide to World Mythology. Westport: Greenwood.
- Tyndale House Publishers. (2008). NLT Study Bible: Genesis 1-12 Sampler. Carol Stream: Tyndale.
- White, Hayden. (1987). The Content of the Form: Narrative Discourse and Historical Representation. Baltimore: Johns Hopkins University Press. ISBN 978-0-8018-2937-6.
- Zimmer, Heinrich Robert. Myths and Symbols in Indian Art and Civilization. Ed. Joseph Campbell. Princeton: Princeton University Press, 1972.